# Tropodiaptomus madagascariensis
Tropodiaptomus Madagáscariensis é uma espécie de crustáceo da família Diaptomidae.
É endémica de Madagáscar.